# Кур II
Кур II — (Кур Чорний, пол. Kur II, Kur Czarny) — шляхетський герб, різновид герба Кур.

## Опис герба
Опис згідно з класичними правилами блазонування: В золотому полі чорний півень у золотому озброєнні, з піднятою правою ногою.
Клейнод: гербовий знак.
Намет: чорний, підбитий золотом.

## Найбільш ранні згадки
Підтверджений у Галичині в 1782 року, для Яна Непомуцького Курковського, сина Казимира і Анастасії Отфіновських — онука Урбана, правнук Мацея. Ці дані представив Северин Уруський в Родинному гербовнику польського Шляхетсьва, Том VIII, стор 220, в основі колекції архівних матеріалів, Dr. M. Дуніна-Wąsowicza.

## Herbowni
Коржинські (Korzeński), Курковські (Kurkowski).